# Twice2
#Twice2 (стилизовано как #TWICE2) – второй японский сборник хитов южнокорейской гёрл-группы Twice. Выпущен 6 марта 2019 года лейблом Warner Music Japan.

## Предпосылки и релиз
11 января 2019 года на официальном японском канале Twice на YouTube был опубликован видеоклип на японскую версию сингла «Likey», снятый осенью 2017 года вместе с корейским оригиналом. В тот же день были опубликованы фото-тизеры каждой участницы, оформленные в нежно-фиолетовом оттенке. 7 февраля 2019 года также вышел видеоклип на японскую версию «What is Love?».

## Промоушен
8 марта 2019 года Twice выступили на Music Station, где исполнили попурри из японских версий «Yes or Yes», «Likey» и «What Is Love?».

## Коммерческий успех
#Twice2 дебютировал с вершины ежедневного альбомного чарта Oricon, было продано 95 825 копий. Это обновило предыдущий рекорд группы для продаж среди корейских женских групп в стране. Также было объявлено, что предзаказы достигли 250 тысяч копий. По результатам за первую неделю продажи достигли отметки более чем в 200 тысяч копий, и альбом стал первым со времён Super Girl Kara (2011) с подобным результатом.

## Трек-лист
Информация взята с официального сайта Tower Records и других новостных источников.
| №                   | Название                               | Текст песни                 | Музыка                      | Аранжировка                | Длительность |
| ------------------- | -------------------------------------- | --------------------------- | --------------------------- | -------------------------- | ------------ |
| 1.                  | «Likey» (Japanese ver.)                |                             |                             |                            | 3:28         |
| 2.                  | «Heart Shaker» (Japanese ver.)         |                             |                             |                            | 3:08         |
| 3.                  | «What Is Love?» (Japanese ver.)        |                             |                             |                            | 3:28         |
| 4.                  | «Dance The Night Away» (Japanese ver.) |                             |                             |                            | 3:02         |
| 5.                  | «Yes or Yes» (Japanese ver.)           |                             |                             |                            | 3:58         |
| 6.                  | «Likey»                                | Black Eyed Pilseung Чон Ган | Black Eyed Pilseung Чон Ган | Rado                       | 3:28         |
| 7.                  | «Heart Shaker»                         | Galactika                   | Дэвид Эмбер Шон Александр   | Дэвид Эмбер Avenue 52      | 3:08         |
| 8.                  | «What Is Love?»                        | J.Y. Park "The Asiansoul"   | J.Y. Park "The Asiansoul"   | Ли Умин "collapsedone"     | 3:28         |
| 9.                  | «Dance The Night Away»                 |                             |                             | Джонатан Гусмарк Moonshine | 3:02         |
| 10.                 | «Yes or Yes»                           | Сым Ынчжи                   | Дэвид Эмбер Энди Лав        | Дэвид Эмбер                | 3:58         |
| Общая длительность: | Общая длительность:                    | Общая длительность:         | Общая длительность:         | Общая длительность:        | 25:32        |

## Чарты
| Чарты (2019)                 | Пиковыве позиции |
| ---------------------------- | ---------------- |
| Япония (Oricon)              | 1                |
| Japan Hot Albums (Billboard) | 1                |

## Сертификация
| Регион                                                      | Сертификация | Продажи  |
| ----------------------------------------------------------- | ------------ | -------- |
| Япония (RIAJ)                                               | Платиновый   | 250 000^ |
| ^ Данные о тиражах приведены только на основе сертификации. |              |          |